# ميغيل جياردو
ميغيل جياردو (بالإنجليزية: Miguel Gallardo)‏ (24 أكتوبر 1984 بتوريون في المكسيك - ) هو لاعب كرة قدم أمريكي في مركز حراسة المرمى. لعب مع تايجرز أونال وOrlando City SC (2010–2014) ‏ وJacksonville Armada FC ‏ وAustin Aztex U23 ‏ وAustin Lightning ‏ وAustin Aztex FC ‏.

## وصلات خارجية
- ميغيل جياردو على موقع قاعدة بيانات كرة القدم.إي يو (الإنجليزية)